# Earth Dreaming〜ガラスの地球を救え!
『Earth Dreaming〜ガラスの地球を救え!』（アース・ドリーミング ガラスのちきゅうをすくえ）は、朝日放送ラジオ（ABCラジオ）で2000年4月から2012年4月1日まで毎週日曜日に放送されていた、地球環境をテーマにした番組。

## 概要
朝日放送では2000年の創立50周年記念事業として、地球環境をテーマにした一大キャンペーン「ガラスの地球を救え」を展開した。このタイトルは手塚治虫の著したエッセイ集に由来する。テレビでは2000年度1年間をかけて茂森あゆみ（歌手）をパーソナリティーにしたミニ番組も放送されたほか、毎年みどりの日（4月29日・2007年からは同日が昭和の日になり、みどりの日は5月4日に移転される）前後に長時間の特別番組を編成している。
ラジオ番組もその一環で、手塚治虫の長女で、治虫の遺志を受け継いで地球環境運動家として活躍するほか、手塚漫画を後世に伝えるためのメディアプロデューサーとして活躍している手塚るみ子がパーソナリティを務め、番組では各界の著名人を毎回（1 - 2週程度）ゲストに招いて地球環境問題に対する提言を聴く内容。また、るみ子自身が各地の地球環境活動を取材したレポートも放送された。
2000年度から2004年度は日曜22:20 - 22:55の枠で放送されていたが、野球中継延長に伴う休止もあったことを踏まえ、2005年度（同年4月）以後は日曜23:30 - 24:00に時間枠を移した。さらに2007年7月からは諸般の編成都合により、土曜日21:00 - 21:30（野球延長時休止）に変更された。2008年4月からは『ABCミュージックパラダイス』土曜日の番組終了により、1時間繰り下げの土曜日22:00 - 22:30に再度放送時間が変更されている。
2011年4月10日深夜（11日未明）からは放送時間を日曜日25:00 - 25:30（月曜1:00 - 1:30、1週間の最終番組枠だが、2011年7月2日から9月は週によって1:30から別番組が入るため最終番組でない場合あり）に変更、2012年4月1日（2日未明）放送分をもって12年にわたる放送に幕を閉じた。